# بيرياسلاف
بيرياسلاف هي مدينة من مدن أوكرانيا. تابعة اداريا للعاصمة الأوكرانية كييف